# Sant Llorenç del Munt
|  | No s'ha de confondre amb Sant Llorenç del Mont. |

Sant Llorenç del Munt és un massís situat entre les comarques catalanes del Vallès Occidental i el Bages. Pertany a la Serralada Prelitoral Catalana. Els cims principals són el Montcau (1.056,8 m) i la Mola (1.104 m),on hi ha el monestir de Sant Llorenç del Munt i monòlits com la Castellassa de Can Torres (856 m) o el Cavall Bernat (Matadepera) (801 m). Juntament amb la serra de l'Obac, gaudeixen d'una certa protecció ambiental sota la figura del Parc Natural de Sant Llorenç del Munt i l'Obac.
Destaca al massís el relleu de la cova del Drac, situat al municipi de Sant Llorenç Savall.

## Vegetació
La vegetació potencial del massís es podria dividir en tres grans parts: la mediterrània, la de ribera i l'atlàntica.
La primera seria dominada pels alzinars (Quercus ilex) i ocuparia la major part del massís, sobretot als solells o llocs on el sòl és menys profund. També hi hauria rouredes submediterrànies de roure martinenc (Quercus pubescens) i Quercus cerrioides, a les obagues.
La vegetació de ribera —formada per diverses espècies de salzes, oms, àlbers, etc.— es desenvoluparia a les ribes de rieres i rierols del massís, sense que siguin gaire representatives aquestes formacions per l'absència de rius amb més cabal.
Finalment, la vegetació atlàntica es desenvoluparia de manera reduïda en les obagues culminals del massís, propiciada per la pluja abundant, la frescor i la humitat. Estaria formada per claps de fageda (Fagus sylvatica) i de rouredes de roure de fulla gran (Quercus petraea).
Actualment, però, com a conseqüència de la substitució dels boscos originaris per fer vinya —amb motiu de l'alta demanda d'aiguardent del segle XIX— i el posterior abandonament, la major part de les terres han estat ocupades per pinedes de pi blanc (Pinus halepensis) i pinassa (Pinus nigra), algunes de les quals han patit grans incendis i es troben en recuperació o bé en forma de comunitats arbustives com ara màquies. L'alzinar ha quedat arraconat a les zones internes del massís, tot i que molt degradat com a conseqüència del carboneig continu a què s'ha sotmès. Les rouredes han estat pràcticament destruïdes del tot, i només en queda un petit bosc de roure de fulla gran al sot de les Teixoneres, amb un gran faig, testimonis de la vegetació eurosiberiana que hi va haver al massís fins a temps recents.
Altres plantes que creixen al massís són el pi pinyer (Pinus pinea), el pi roig (Pinus sylvestris), el boix (Buxus sempervirens), el grèvol (Ilex aquifolium), l'orella d'os (Ramonda myconi), l'arboç (Arbutus unedo), el romaní (Salvia rosmarinus)...